# Zhang Xiaorui
Zhang Xiaorui (张效瑞S, Zhāng XiàoruìP; Tientsin, 5 agosto 1978) è un dirigente sportivo, allenatore di calcio ed ex calciatore cinese, di ruolo centrocampista.